# Otočić Žutska Aba
Otočić Žutska Aba är en ö i Kroatien.   Den ligger i länet Šibenik-Knins län, i den södra delen av landet, 230 km söder om huvudstaden Zagreb. Arean är 0,31 kvadratkilometer.
Terrängen på Otočić Žutska Aba är lite kuperad. Öns högsta punkt är 61 meter över havet. Den sträcker sig 0,7 kilometer i nord-sydlig riktning, och 0,7 kilometer i öst-västlig riktning.